# Michael Rodríguez
Pour les articles homonymes, voir Rodríguez.
Ne doit pas être confondu avec Michel Rodriguez.
Michael Rodríguez Gutiérrez, né le 30 décembre 1981, est un footballeur international costaricien. Il joue au poste de défenseur.

## Biographie

### En équipe nationale
Il a participé au tournoi de football des Jeux olympiques de 2004.
Rodríguez participe à la coupe du monde 2006 avec l'équipe du Costa Rica.

## Palmarès

### En club
- Vainqueur de la Coupe des champions de la CONCACAF en 2004 avec Alajuelense

### En équipe nationale
- 3 sélections en équipe nationale